# Геращенко Михайло Васильович
Гера́щенко Миха́йло Васи́льович (нар. 13 жовтня 1946, Зіньків) — український науковець, кандидат педагогічних наук, професор кафедри історії та документознавства Національного авіаційного університету.

## Біографія
Народився 13 жовтня 1946 році в м. Зінькові Полтавської області. 1965 року закінчив Зіньківську середню школу № 2, цьому ж року був призваний до лав Радянської Армії. Демобілізувався 1969 року.
1972 року закінчив бібліотечний факультет Київського державного інституту культури за спеціальністю «бібліотекознавство та бібліографія».
1972–1974 роки — викладач бібліографічних дисциплін у Миколаївській філії Київського державного інституту культури. 1974–1976 роки — аспірант.
1976–1979 роки — інспектор, 1979–1982 роки — старший інспектор відділу навчальних закладів Міністерства культури УРСР.
З 1982 року працює в Київському державному інституті культури (з 1999 — Київський національний університет культури і мистецтв); старший викладач (1982–1987), доцент (1987–1997), професор кафедри загального бібліографознавства (1997–2000), професор кафедри бібліотекознавства та інформаційних ресурсів (2000–2003), професор кафедри інформаційних ресурсів та сервісу (2003–2006).
З 2006 року — професор кафедри українознавства, з 2011 року — професор кафедри історії та культурології Гуманітарного інституту Національного авіаційного університету.
Відповідно до рішення Міністерства освіти і науки України в Європейському університеті на факультеті інформаційних систем і технологій 5 червня 2014 року розпочала свою роботу Державна екзаменаційна комісія зі спеціальності «Документознавство та інформаційна діяльність» під головуванням професора кафедри історії та документознавства Національного авіаційного університету Геращенка Михайла Васильовича.

## Наукові дослідження
Наукові дослідження пов’язані з вивченням проблем міжнаціональних бібліографічних зв’язків, історії української бібліографії. У 1980 року захистив дисертацію за темою «Російсько-українські бібліографічні зв'язки другої половини ХІХ століття» на здобуття наукового ступеня кандидата педагогічних наук за спеціальністю «Книгознавство, бібліотекознавство та бібліографознавство».
Михайло Геращенко — автор оригінального дослідження, яке отримало гриф Міністерства освіти і науки України і використовується наразі в якості навчального посібника для студентів вищих навчальних закладів. В унікальній праці «Українські вчені та бібліографія» визначено бібліографічні аспекти наукової спадщини провідних українських вчених другої половини ХІХ — першої половини ХХ століття, охарактеризовано їхню діяльність зі створення бібліографічних ресурсів. Простежуються малознані й невідомі сторони бібліографічної діяльності Михайла Грушевського, Івана Огієнка, Михайла Возняка, Агатангела Кримського, Олександра Потебні, Івана Білодіда.
Автор близько 90 опублікованих праць.

## Нагороди та почесні звання
- Почесна Грамота Міністерства культури України
- Відзнака «За заслуги в розвитку культури»
- Іменний годинник мерії м. Києва.

## Наукова робота
Основні наукові праці:
- Геращенко М. В. Бібліографічна спадщина Степана Івановича Пономарова: монографія / М. В. Геращенко, В. М. Варенко. — Київ : Видавничо — друкарський комплекс «Україна», 2012. — 200 с.
- Геращенко М. В. Українські вчені та бібліографія: навчальний посібник для студентів ВНЗ / М. В. Геращенко. — Київ : Європейський університет, 2008. — 172 с.
- Геращенко М. В. Г. С. Сковорода і Полтавщина: бібліографічний покажчик (До 250-річчя від для народження видатного українського філософа / М. В. Геращенко. — Полтава, 1972. — 14 с.
- Геращенко М. В. Бібліограф М. І. Ясинський (1889–1967): біобібл. нарис / М. В. Геращенко. — Київ, 1995. — 36 с.
- Геращенко М. В. Бібліограф Н. Ф. Королевич: біобібл. покажчик / М. В. Геращенко. — Київ : НПБ України, 1996. — 24 с.
- Геращенко М. В. В. И. Межов и русско — украинские библиографические связи / М. В. Геращенко // Сов. библиография. — 1977. — № 6. — С. 38-41.
- Геращенко М. В. Книгознавець і бібліограф С. І. Пономарьов / М. В. Геращенко // Книжник. — 1990. — № 3. — С. 20-25.
- Геращенко М. В. Книга в житті першого президента України / М. В. Геращенко // Книжник. — 1991. — № 4. — С. 10-12.